# Stephan Hartmann

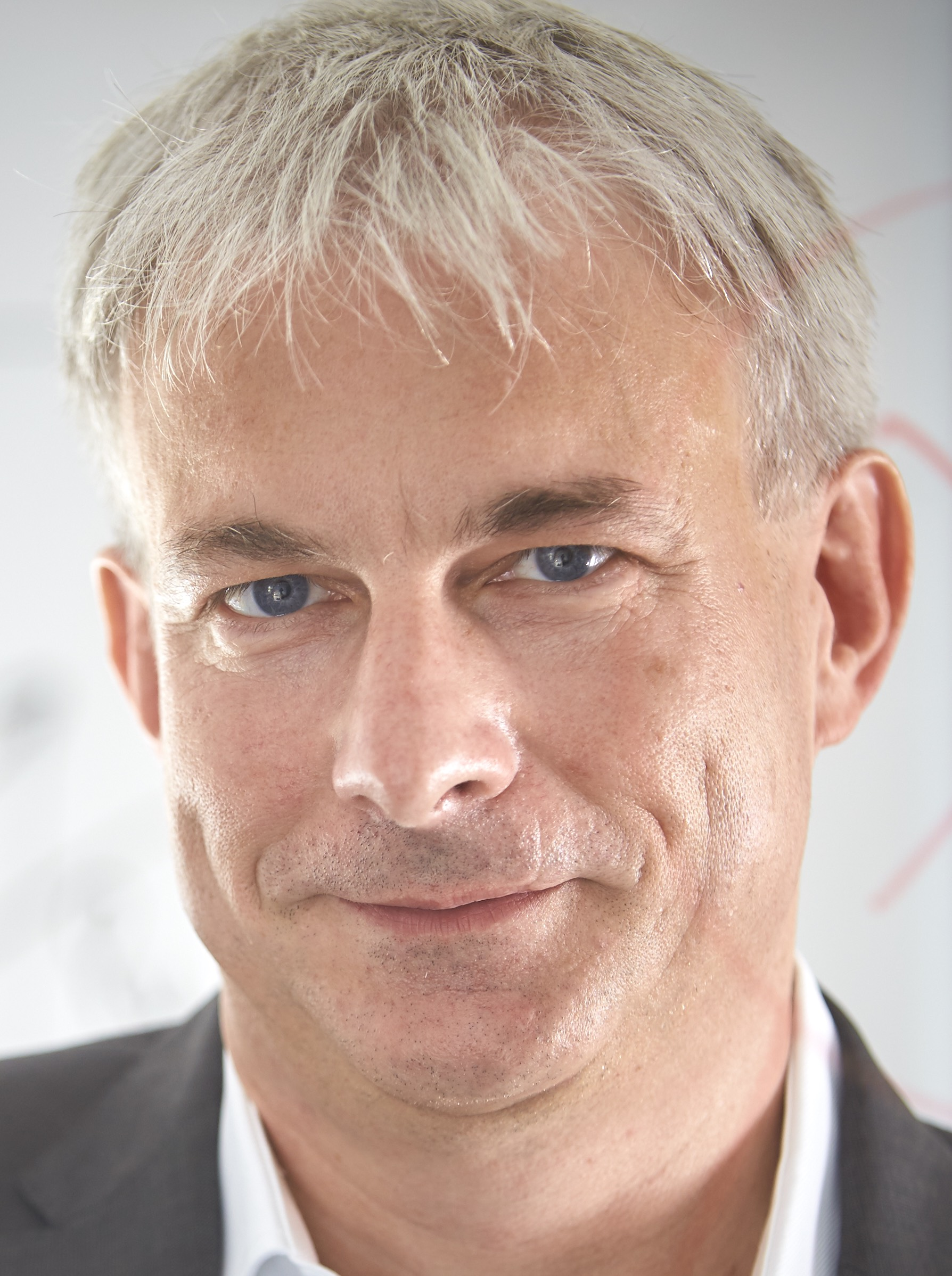
Stephan Hartmann (2015)

Stephan Hartmann (* 1. März 1968 in Limburg an der Lahn) ist ein deutscher Wissenschaftsphilosoph und formaler Erkenntnistheoretiker. Er ist seit 2012 Professor für Wissenschaftsphilosophie an der Ludwig-Maximilians-Universität München und gemeinsam mit Hannes Leitgeb Direktor des Munich Center for Mathematical Philosophy.

## Werdegang
Hartmann promovierte 1995 an der Justus-Liebig-Universität Gießen. Er verbrachte einjährige Forschungsaufenthalte an der University of Washington und an der University of Pittsburgh und lehrte von 1998 bis 2003 an der Universität Konstanz, wo er die Forschungsgruppe Philosophy, Probability and Modeling gemeinsam mit Luc Bovens leitete. Von 2003 bis 2007 lehrte er an der London School of Economics and Political Science (ab 2006 als Professor), an der er von 2004 bis 2006 das Centre for Philosophy of Natural and Social Science (CPNSS) leitete. Danach wurde er Professor am Department of Philosophy und Gründungsdirektor des Tilburg Center for Logic and Philosophy of Science (TiLPS) an der Universität Tilburg in den Niederlanden. Gastprofessuren führten ihn an die University of California, Irvine, und an die Universität Lund. 2016 wurde Stephan Hartmann zum Mitglied (Matrikel-Nr. 7716) der Leopoldina gewählt, 2019 zum Mitglied der Bayerischen Akademie der Wissenschaften.
Stephan Hartmann ist Alumnus der Studienstiftung des deutschen Volkes und bis heute Vertrauensdozent derselben. Er ist Präsident der European Philosophy of Science Association (EPSA) und der European Society for Analytic Philosophy (ESAP). Hartmann ist Mitglied der Reformkommission der Stiftung Münch.
Hartmann beschäftigt sich mit Problemen aus der allgemeinen Wissenschaftsphilosophie, der Philosophie der Physik, der Philosophie der Sozialwissenschaften und der formalen Erkenntnistheorie. Er vertritt einen transdisziplinären Ansatz und verwendet beispielsweise wahrscheinlichkeitstheoretische Methoden (wie die Theorie Bayesscher Netze) zur Untersuchung komplexer Fragestellungen aus verschiedenen Bereichen der Philosophie.

## Veröffentlichungen (Auswahl)
- 2003: Bayesian Epistemology (mit Luc Bovens). Oxford: Oxford University Press.
- 2006: Models in Science (mit Roman Frigg). In: E. Zalta (Hrsg.): The Stanford Encyclopedia of Philosophy.
- 2011: Probabilities in Physics (hg. mit Claus Beisbart). Oxford University Press.
- 2011: Explanation, Prediction, and Confirmation (hg. mit Dennis Dieks, Wenceslao J. Gonzalez, Thomas Uebel und Marcel Weber). Berlin: Springer (The Philosophy of Science in a European Perspective series).